# Platydecticus rupicolus
Platydecticus rupicolus är en insektsart som beskrevs av Rentz, D.C.F. och Gurney 1985. Platydecticus rupicolus ingår i släktet Platydecticus och familjen vårtbitare. Inga underarter finns listade i Catalogue of Life.